# Meidias

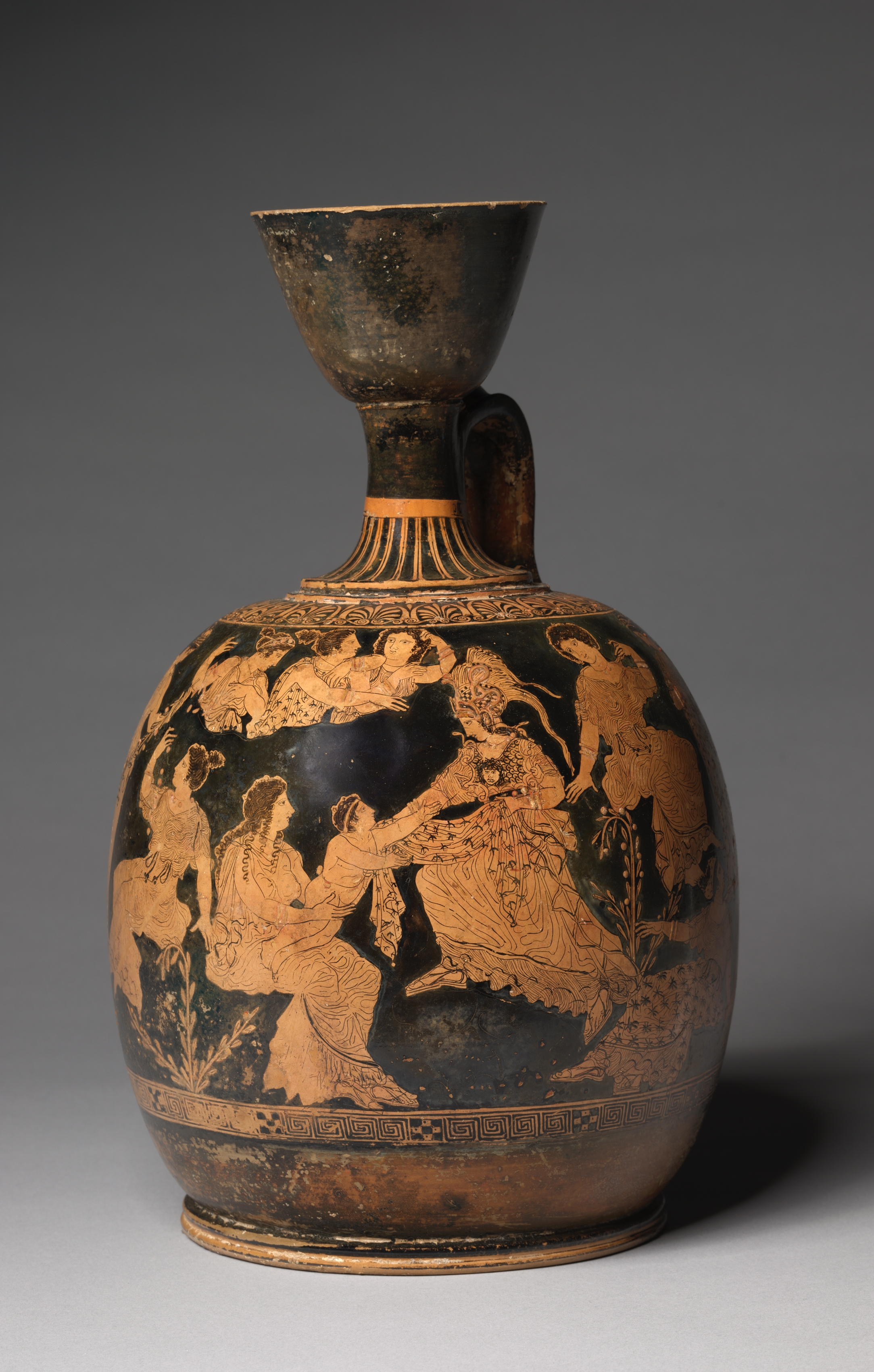
Lekyt aryballosowy Meidiasa (Cleveland Museum of Art)

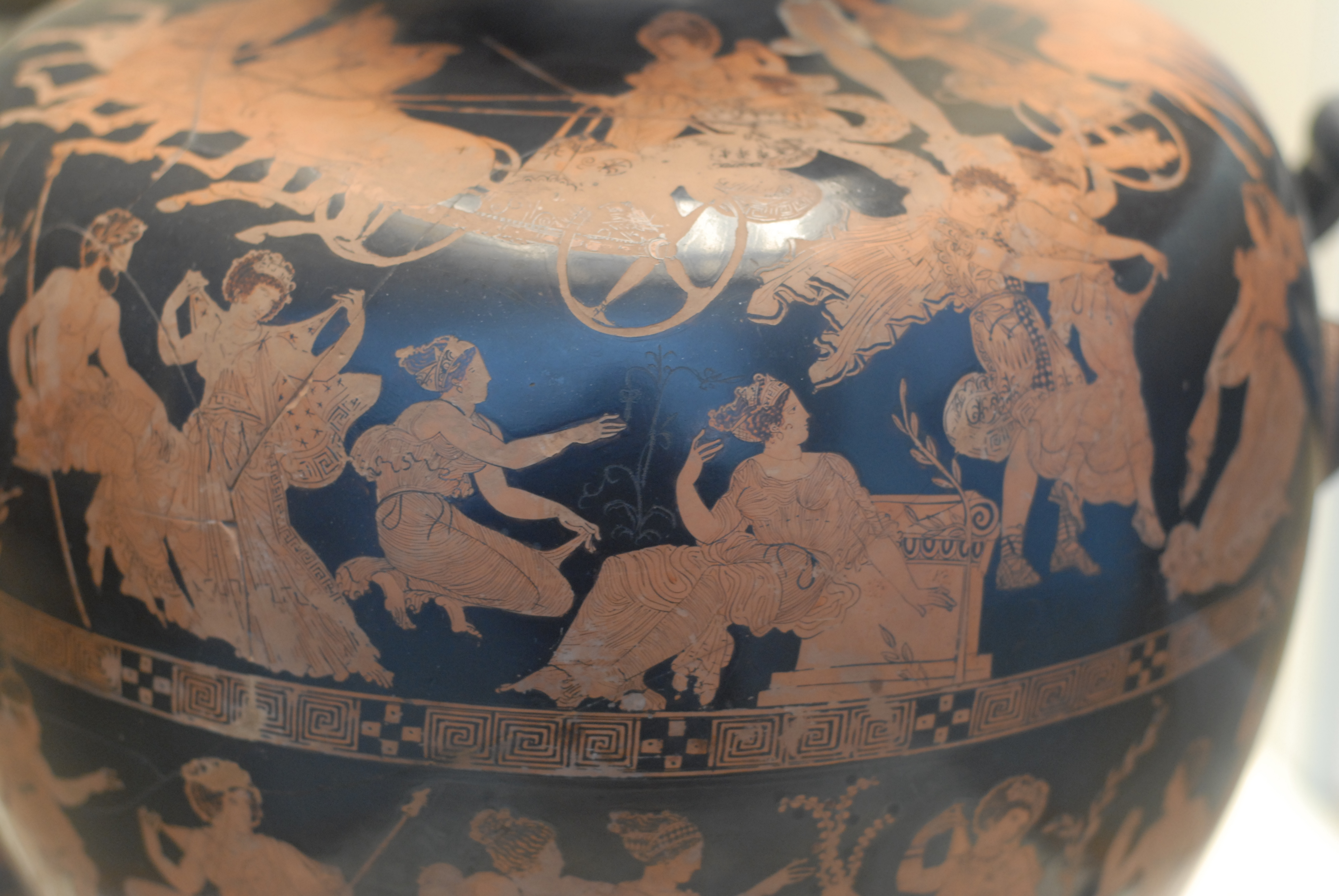
Fragment porwania Leukippid przez Dioskurów (British Museum)

Meidias (stgr. Μειδίας) – grecki garncarz i malarz wazowy działający w Attyce w końcu V wieku p.n.e.
Uważany za ucznia Ajzona i głównego przedstawiciela tzw. stylu bogatego w attyckim malarstwie czerwonofigurowym. Znany z jedynej sygnatury umieszczonej na londyńskiej hydrii (kalpis) z kolekcji lorda Hamiltona, i łącznie jest mu przypisywanych niewiele naczyń. J. Beazley ostatecznie uznał za jego prace 21 waz i 10 fragmentów. W ich kompozycjach i stylistyce zauważono wpływy wielkoformatowego malarstwa Zeuksisa.  
Twórczością obejmował często sceny rodzajowe z nastrojem wesołej zabawy, wśród nich liczne sceny z życia kobiet. Kreował kompozycje lekkie, nacechowane wdziękiem i przeładowane szczegółami, z przesadnym stosowaniem retuszu żółtego i białego. Wykazywał mistrzostwo w oddawaniu plisowanych, wzorzystych szat kobiecych oraz towarzyszących szczegółów zdobniczych. Idąc śladem wcześniejszych tendencji lansowanych przez Malarza z Eretrii, niezwykle rozwinął dekoracyjność przedstawień: m.in. wyobrażając tkaniny szat „spienione” mnóstwem drobnych fałd w esowatym układzie, zdobionych jeszcze deseniami i ozdobami (girlandy, biżuteria), przez co stwarzał obraz bogactwa i przepychu. Dość charakterystyczne jest nadawanie wysmuklonym postaciom tanecznej postury.
Powierzchnię naczynia artysta wykorzystywał dla nanoszenia całościowych kompozycji, w których nierzadkim motywem było rozłożyste drzewo z siedzącym ptakiem; najczęściej jednak przestrzenie między licznymi postaciami wypełniają dodatkowo palmy i gałązki. Do najlepszych i najbardziej reprezentatywnych dla Meidiasa należą malowidła na wymienionej kalpis londyńskiej z ok. 410 p.n.e., które w 2 pasach dekoracji wyobrażają porwanie córek Leukippa oraz Heraklesa w ogrodzie Hesperyd – nacechowane finezją rysunku, lekkością postaci i miękkością draperii. Do prac najlepszych należy też przedstawienie Afrodyty z Adonisem wśród jej orszaku, umieszczone na znalezionej w Populonii hydrii ze zbiorów muzeum we Florencji (nr 81948).  
Spopularyzowana przez Meidiasa maniera dekoracyjna, nazywana też stylem kwiecistym, kontynuowana była (bogata polichromia, retusze białe i błękitne ze złoceniami) również w okresie upadku ceramiki czerwonofigurowej. W tym czasie wywarła silny wpływ na twórców waz kerczeńskich, naśladujących oprócz zdobnictwa także tematykę (sceny z życia kobiet i z mitu Afrodyty). 